# 川崎燎
川崎 燎（かわさき りょう、1947年2月25日 - 2020年4月13日）は、日本を代表するジャズ・ギタリスト。1960年代後半から世界を股に掛けて活躍している。
1970年代後半には、当時のギターシンセサイザー開発者の一人としても全世界で著名であり、1980年代半ばには、米国で発売されたPCの元祖、コモドール64の為に書かれた幾つかの音楽ソフト（以後日本でも富士通FMシンセ搭載の機種に同時期に変換され発売された）の著者でもある。

## 来歴
東京都杉並区高円寺生まれ、世田谷区梅丘育ち。川崎燎の父の川崎寅雄 は海外生活が大半で、昭和初頭以来外交官として働き、当時英語の第一人者でもあった。母、熙子は満州育ちで、中国語、ロシア語、英語が話せ、上海でドイツの秘密情報部のエージェントとして働いていた。上海で巡り合った、戦後シベリアにしばらく抑留された寅雄と妊娠中に上海から日本へ強制送還された母の間に一人息子として、第二次世界大戦直後の混沌としていた日本の東京に生まれ、音楽、科学、電気、天文学等に興味を持ちながら育った。小学校の同級生に萩原朔美がいる。

高校卒業後、日本大学で物理学を学ぶ傍ら、ジャズ・ギタリストとしての活動もスタート。やがてトップ・ミュージシャンの一人として認められるようになり、忙しく数年に渡り活躍した後1973年にアメリカのニューヨークに住み着いた。その後ほとんど間もなくアメリカのジャズ・シーンに発掘され、そのジャズの本場でギル・エヴァンス、トランペット奏者のテッド・カーソン、ドラマーのエルヴィン・ジョーンズ、チコ・ハミルトン、ピアノのジョアン・ブラッキーン、フルートのボビー・ハンフリー、歌手のジョー・リー・ウイルソン、サックスのデイヴ・リーブマン、プロデューサーのテオ・マセロ、その他数々の有名なアメリカのジャズの巨匠達のサイド・マンとしてレコーディングやツアーに参加して活躍した。川崎 燎のディスコグラフィはすでに30作近くのリーダー・アルバムの他に50作以上の作品にプロデューサー或いはフィーチャード・アーティストとして参加している。川崎の音楽そしてギター演奏の特性は様々な奏法要素（ブルース、ロック、ハード・バップ、バラード、そしてクラシカル、スパニッシュ、ブラジリアン等のアコースティック的奏法や感性）などを自然、かつ巧みに入れ混ぜながら彼独自のギター音楽世界を醸し出せる技量がある所にあろう。そして彼の天性でもある作曲、編曲家そして科学的な嗜好等が彼のスタイルを築く土台となっている様にも見受けられる。

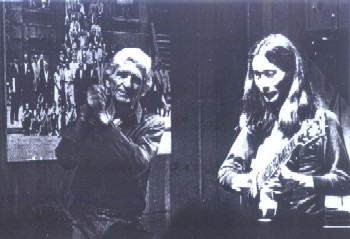
川崎燎とギル・エヴァンス。スイート・ベージル, New York City にて。（1982年）

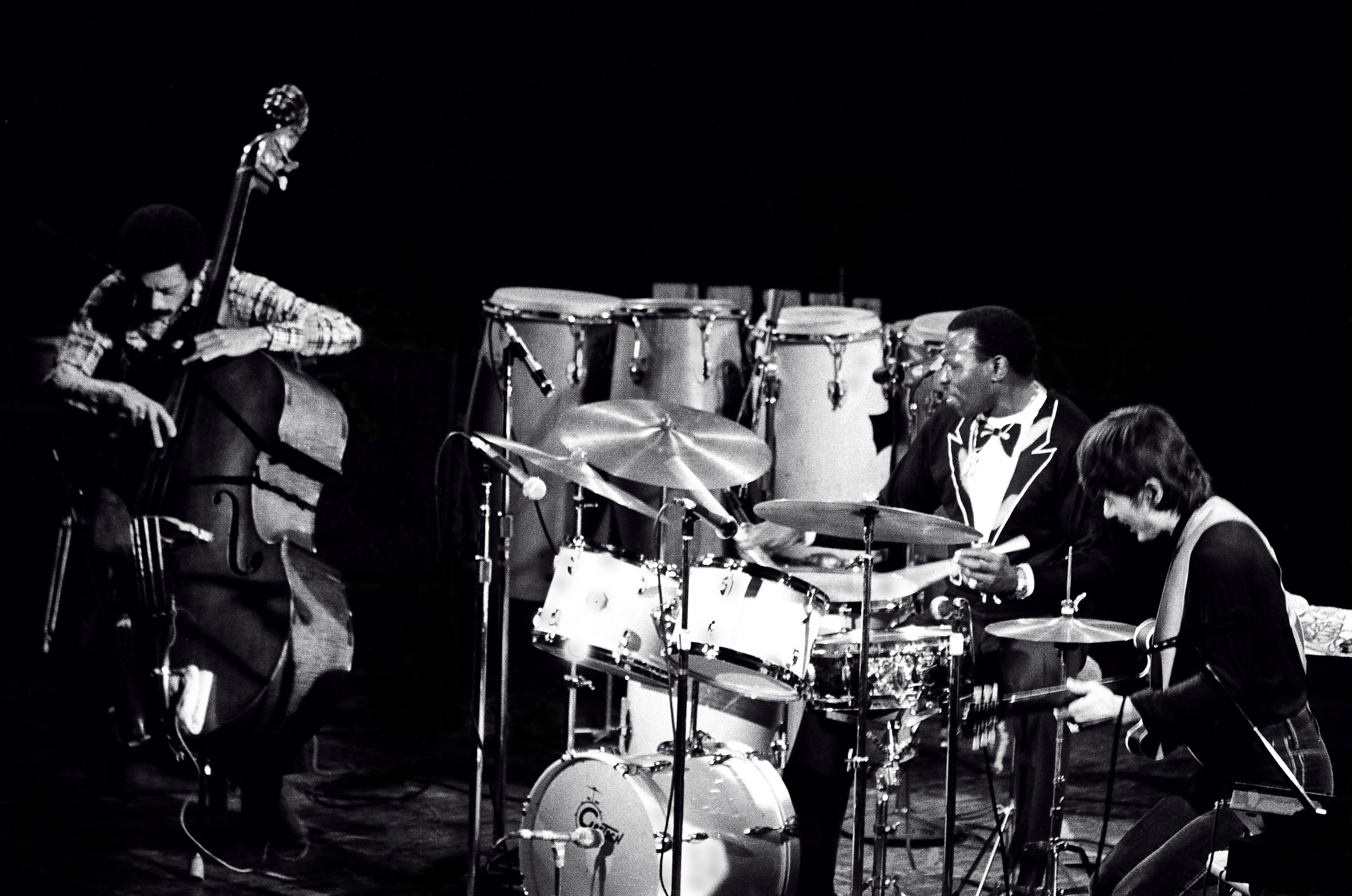
川崎燎とエルヴィン・ジョーンズ in Rochester, N.Y. (1976年)

彼の最新の活動の一部は、エストニアの首都タリンにあるエストニアン・ナショナル・オペラ・ハウスで公演されていた新しいジャズ・バレエ『ステイル・ポイント』の作編曲担当および音楽監督、ギタリストとしても参加している。
2000年6月に彼はエストニアの首都タリンで久々のスタジオ・ライヴでのギター・トリオの作品『レヴァル』を録音した。リズム・セクションはエストニアのトップ・ミュージシャンのトイヴォ・ウント（ベース）とアイヴァー・ヴァツシリヤフ（ドラム）が勤め、情緒豊かなクリステー・キールのイングリッシュ・ホーンが何曲かにゲストとして参加している。2002年にはアコースティック・ソロ・ギター・アルバムの3作目にあたる『E』（邦題:リラクシング・ギター・ソロ)を発売。その後はタリンに拠点を移しカナダのモントリオール・ジャズ祭を皮切りにフィンランドのポリ・ジャズ、バルト三国のエストニア、ラトヴィア、リトアニア、そしてウクライナ、ロシア、スウェーデンでの各ジャズ祭、クラブ等に精力的に出演している。同時に、1990年代後半から、彼が1970年代から1980年代初頭に発表したアルバムがCDとして再発されている
また、エストニアのヌンメ・ジャズ祭の制作幹部でもある。2005年には、ベーシスト鈴木良雄の率いる、バルト三国では初の日本人のみのジャズ・グループ「ベース・トーク」を日本から数週間に渡る北欧ツアーに招待するという偉業も成し遂げている。2007年3月には鈴木良雄との新作デュオ・アルバム『アガナ』の発売記念公演を日本で3週間に渡り行い、同年11月にも更に九州地区中心のツアーを2週間に渡り行っている。また、2005年以降は同じくタリン在住のアメリカ人ドラマー、ブライアン・メルヴィンとギター・トリオ「Art Of Trio」を結成して新たなギター・トリオ・サウンドを追求する活動もしている。
2020年4月13日、エストニアのタリンにて死去。73歳没。

## ディスコグラフィ
このリストにはCDによる再発作品は含まれていない。

### リーダー作品
- イージー・リスニング・ジャズ・ギター - Easy Listening Jazz Guitar (Polydor) 1970年
- ガッツ・ザ・ギター - Gut's the Guitar (TOSHIBA) 1972年
- プリズム - Prism（1975年7月録音）(East Wind) 1975年
- エイト・マイル・ロード - Eight Mile Road（1976年3月録音）(East Wind) 1976年
- ジュース -  Juice  1976年
- リング・トス -  Ring Toss （1977年9月～10月録音）(Chiaroscuro) 1977年
- ジョアン・ブラッキーンと共同名義, Trinkets And Things (Timeless) 1978年
- ネイチャーズ・リベンジ - Nature's Revenge （1978年2月～3月録音）(MPS) 1978年
- ミラー・オブ・マイ・マインド - Mirror of My Mind (Openskye) 1979年
- リトル・トゥリー - Little Tree（1980年4月録音）(Openskye) 1980年
- ライヴ - Live（1980年10月録音）(Openskye) 1980年
- サッポロ - Sapporo (America Sound) 1980年
- RYO：アランフェス協奏曲 - Ryo: Featuring "Concierto De Aranjuez" (Philips) 1982年
- ラッキー・レディー  - Lucky Lady （1983年2月、3月録音）1983年 (Continental) 1983年
- 時のイメージ - Images（1986年録音）(Ryka Music) 1987年
- ヒア・ゼア・アンド・エヴリホエア  - Here, There and Everywhere (VideoArts Music) 1992年
- マイ・レヴァリー - My Reverie (VideoArts Music) 1993年
- それじゃ MY LOVE - Love Within The Universe（1994年録音）(One Voice/VideoArts Music) 1995年
- リミックス・リミックスVol.1 - Remixes, remixes Vol.1 (VideoArts Music)  1995年
- スウィート・ライフ -  Sweet Life (Videoarts Music) 1996年
- コズミック・リズム - Cosmic Rhythm (Videoarts Music) 1998年
- レヴァル - Reval (Satellites) 2001年
- E - 2002年
- 鈴木良雄と共同名義, アガナ - Agana (DIW) 2007年
- 鈴木良雄と共同名義, レイト・ナイト・ウィリー - Late Night Willie (Studio songs) 2009年
- Tribute to Keith Jarrett 2010年 Toivo Unt & Brian Melvinと共同名義,
- Live in Beirut 2011 (Studio songs) 2011年
- スペイン：川崎燎プレイズ・ソロ・ギター - Plays Solo Guitar: Spain (Studio songs) 2012年
- レヴェル8 - LEVEL 8 (Vivid sound) 2017年
- ジャズ・バレー・スティル・ポイント+1 (Studio songs) 2018年
- ジャイアント・ステップス ：川崎燎プレイズ・ソロ・ギター - Plays Solo Guitar: Giant Steps (Studio songs) 2019年
- レベル8　ライブ2017 (Studio songs) 2019年

### コンピレーション
- Selected Works 1979 to 1983 2016年
- Selected Works Part 2 - 1976 to 1980 2017年

### 12インチ（LP）ダンス・シングル
- Electric World （1987年）
- One Kiss （1988年）
- No Expectations （1988年）
- Say Baby I Love You （1988年）
- Wildest Dreams （1989年）
- Life is the Rhythm （1989年）
- Pleasure Garden （1990年）

### 客演、オムニバス作品
- Head-Rock / Jiro Inagaki & Soul Media （1970年）
- Sound of Sound Limited / Takeshi Inomata （1970年）
- トワ・エ・モア "愛の泉" （1970年）
- 熱狂の対決 / ドラムと和太鼓 / 猪俣猛とサウンドリミテッド （1971年）
- Something / Jiro Inagaki & Soul Media Feat.Steve Marcus （1971年）
- 明日に架ける橋 - Bridge Over Troubled Water / 佐藤允彦とビッグ・ソウル・メディア （1971年）
- Rock Guitar Battle '71 / Various artists （1971年）
- Guitar Workshop / Various artists （1971年）
- 戦争を知らない子供たち （1972年）
- Chigaihoken / Ushio Sakai （1973年）
- プレイズ・ジミ・ヘンドリックス - Plays The Music Of Jimi Hendrix / ギル・エヴァンス （1974年）
- Mobius / シダー・ウォルトン （1975年）
- There Comes a Time / ギル・エヴァンス （1976年）
- Tarika Blue vol.1 / Tarika Blue （1976年）
- What Would It Be Without You / Joe Lee Wilson （1976年）
- 東京コンサート - Tokyo Concert / ギル・エヴァンス （1976年）
- Tarika Blue vol.2 / Tarika Blue （1977年）
- Main Force / エルヴィン・ジョーンズ （1977年）
- Time Capsule / エルヴィン・ジョーンズ  （1977年）
- Aft / JoAnne Brackeen （1978年）
- Trinkets and Things / JoAnne Brackeen （1978年）
- Round About Midnight / Ted Curson （1978年）
- Inside The Plain Of The Elliptic / Clint Houston （1979年）
- Pleasure / Shigeharu Mukai （1979年）
- The New Orchestra / Joe Gallivan （1979年）
- All-In All-Out / 佐藤允彦 （1979年）
- I Heard Mingus / Ted Curson （1980年）
- Manhattan Skyline / Hiroki Miyano （1980年）
- Canciones del Mar y de la Tierra / Earthsong-Oceansong / Suni Paz （1981年）
- Impressions of Charles Mingus / Teo Macero （1983年）
- Crystalization (夕日とハドソン) / 高野基長 （1986年）
- Christmas Songs / Carolling Carollers （1988年）
- New York String Quartet vol.1 / New York String Quartet （1988年）
- New York String Quartet vol.2 / New York String Quartet （1989年）
- Seoul 2 Soul / Jang Yeon Jin （1992年）
- Wave / Camila Benson （1995年）
- Classic Jazz Funk, Vol. 6: The Definitive Jap-Jazz Mastercuts / Various artists （1995年）
- Dusty Fingers Volume 1 / Various artists （1995年）
- Memories / Camila Benson （1996年）
- Trinkets and Things / Cosmic Village （1997年）
- Desafinado / Camila Benson （1997年）
- I Will / John Clark （1997年）
- RCA Victor 80th Anniversary, Vol. 6: 1970-1979 / Various artists （1997年）
- Battle of the Bands: Evans Vs. Mingus / Various artists （1998年）
- Super Guitarists / Various artists （1999年）
- Jazz Spectrum: Real Jazz for Real People, Vol. 2 / Various artists （1999年）
- Three Flutes Up / Chip Shelton （1999年）
- 花時計〜PINK ROSE （2000年）
- More What Flutes 4 / Chip Shelton （2001年）
- Different Dreams 2 / Various artists - Estonian Jazz （2001年）
- Impressions of Miles Davis / Teo Macero （2001年）
- BEAMS Presents SUPER FLAVORS （2003年）

### サンプル・ライセンス作品
- It's a Shame - Butcher Mix / 4, 5, 6 / Kool G Rap （1995年）
- Intro / It's a Beautiful Thing / Keith Murray （1999年）
- I Hear Voices / Forever / Puff Daddy(パフ・ダディ) （1999年）
- Grand Theft Auto IV / Raisns / Grand Theft Auto IV soundtrack (グランド・セフト・オートIV サウンドトラック) （2008年）

## サウンド・トラック
- 空の筏 / IMAX FILM (国際花と緑の博覧会 出展作品） （1990年）

## バレエ音楽作品
- Still Point (9 segments) / Estonian National Opera Theater （2001年）

## ソフト著作品
- Kawasaki Synthesizer （1984年）
- Kawasaki Rhythm Rocker （1984年）
- Kawasaki Magical Musicquill （1985年）
- Kawasaki Midi Workstation （1986年）

## ヴィデオ
- Different Drummer with Elvin Jones （1979年）
- Jazz in Exile Documentary film （1982年）

## 主な共演者達
（リーダーおよびサイド・マンとして、レコーディング・セッション等も含まれている）
日本
- サックス：松本英彦、海老原啓一郎、渡辺貞夫、村岡健、植松孝夫、土岐英史、中村誠一、稲垣次郎、峰厚介, 大友義雄、山口真文
- ピアニスト：秋吉敏子、佐藤允彦、益田幹夫, 野力奏一、菊地雅章、本田竹広、大野雄二、山下洋輔、酒井潮、三保敬太郎、渋谷毅、今田勝, 深町純、板橋文夫、蒲池猛, 菊地雅洋, 山本剛
- トランペット：日野皓正、大野俊三、タイガー大越、伏見哲夫, 沖至
- トロンボーン：向井滋春、今井尚、福村博
- ベース：鈴木良雄、荒川康夫、水橋孝、鈴木勲、川端民夫、望月英明、池田芳夫、岡田勉、鈴木淳、中村照夫、森泰人
- ドラム：日野元彦、猪俣毅、つのだ☆ひろ、セシル・モンロー、岡部洋一, 森山威男、小津昌彦、渡辺文男、古澤良治郎、中村達也、石川晶、石松元、村上寛、豊住芳三郎、岸田恵二
- ギター：杉本喜代志、中牟礼貞則、増尾好秋、宮野弘紀、直居隆雄、高柳昌行、伊東忍、幾見雅博
- フルート：井上信平、中川昌三
- 歌手：伊藤君子、上野尊子、弘田三枝子、笠井紀美子

海外
- Sax: Michael Brecker, Dave Liebman, Steve Grossman, Frank Foster, David Sanborn, Teo Macero, George Adams, Billy Harper, Pat Labarbara, Bob Berg, Azar Lawrence, Gato Barbieri, Sam Rivers, Archie Shepp, Arhur Bryth, Charlie Rouse, Annie Lawrence, Sam Morrison,Chico Freeman
- Trumpet: Ted Curson, Lew Soloff, Hannibal Marvin Peterson, Randy Brecker, Thad Jones, Woody Shaw, Tom Harrell
- Trombone: Steve Ture
- Piano/Keyboard: Gil Evans, Larry Young, Tommy Flanagan, Joanne Brackeen, Jimmy Smith, Bobby Timmons, Larry Willis, Cedar Walton, Tom Coster, David Kikoski, Kenny Barron, Al Dailey, John Lewis
- Drums/Percussion: Elvin Jones, Tony Williams, Chico Hamilton, Grady Tate, Buddy Williams, Victor Jones, Brian Melvin, Steve Gadd, Harvey Mason, Jack DeJohnette, Jimmy Madison, Alphonse Mouzon, Akira Tana, Rashid Ali
- Bass: David Williams, Lincoln Goines, Jaco Pastorius, Milton Hinton, Jimmy Garrison, Anthony Jackson, Herb Bushler, Juni Booth, Marcus Miller, Bob Cranshaw, Alex Blake, Cecil McBee, Mark Egan, Ron McClure, David Friesen
- Guitar: Larry Coryell, John Abercrombie, John Scofield, George Benson, Earl Klugh
- Flute: Hubert Laws, Bobbi Humphrey, Frank Wess, Chip Shelton
- Singers: Helen Merill, Sarah Vaughn, Dee Dee Bridgewater, Joe Lee Wilson, Astrud Gilberto, Leon Thomas